# Chromadorita abnormis
Chromadorita abnormis is een rondwormensoort uit de familie van de Chromadoridae. De wetenschappelijke naam van de soort is voor het eerst geldig gepubliceerd in 1928 door Kreis.